# Gyilkos ösztön (film, 2015)
A Gyilkos ösztön (eredeti cím: Solace) 2015-ben bemutatott amerikai misztikus thriller, amelyet Ted Griffin és Sean Bailey forgatókönyve alapján Afonso Poyart rendezett.
A főszerepekben Anthony Hopkins, Jeffrey Dean Morgan, Abbie Cornish, Colin Farrell és Jordan Woods-Robinson láthatók. A film zeneszerzője Brian Transeau. A film gyártója a Silver Reel, az Eden Rock Media, a FilmNation Entertainment, a Flynn Picture Co. és a Venture Forth, forgalmazója a Lionsgate Premiere.
Az Amerikai Egyesült Államokban 2015. szeptember 9-én mutatták be a Torontói Nemzetközi Filmfesztiválon, a mozikba 2016. december 16-án került.

## Szereplők
| Szereplő                | Színész             | Magyar hang          |
| ----------------------- | ------------------- | -------------------- |
| John Clancy             | Anthony Hopkins     | Reviczky Gábor       |
| Charles Ambrose         | Colin Farrell       | Czvetkó Sándor       |
| Joe Merriweather ügynök | Jeffrey Dean Morgan | Szabó Sipos Barnabás |
| Katherine Cowles ügynök | Abbie Cornish       | Nemes Takách Kata    |
| Mr. Ellis               | Xander Berkeley     | Fazekas István       |
| David Raymond           | Kenny Johnson       | Holl Nándor          |
| Elizabeth Clancy        | Janine Turner       | Málnai Zsuzsa        |
| Mrs. Ellis              | Sharon Lawrence     | Antal Olga           |
| Sloman                  | Matt Gerald         | Sarádi Zsolt         |
| Linus Harp              | Joshua Close        | Molnár Levente       |